# اسکنبیل کرمانی
اسکنبیل کرمانی (نام علمی: Calligonum bungei) نام یک گونه از سرده اسکنبیل است.